# Булаев, Юрий Андреевич
Ю́рий Андре́евич Була́ев (20 июня 1932, Ульяновск — 18 апреля 2010, Пермь) — советский и российский организатор промышленности, депутат Верховного совета России.

## Биография
Окончил Пермский политехнический институт по специальности инженер-механик (1963). С 1964 года работал на машиностроительном заводе им. В. И. Ленина (ОАО «Мотовилихинские заводы»); директор, затем генеральный директор с 1986 по 2002 год. Руководил подготовкой производства и освоением серийного производства артиллерийского вооружения и систем залпового огня «Смерч» и «Ураган». Большое внимание уделял социальной инфраструктуре для работников предприятия, содействовал строительству медицинских, образовательных и культурных учреждений в Мотовилихинском районе.
Народный депутат РСФСР (1990—1993). Член Комитета Верховного Совета РФ по промышленности и энергетике. С декабря 1998 года — председатель совета директоров межрегиональной финансово-промышленной компании «Единение».

## Награды
Награждён орденом Трудового Красного Знамени (1976), орденом Октябрьской Революции (1989) и орденом Почёта (1997). Почётный гражданин Пермской области (2000). Лауреат премии Правительства Российской Федерации в области науки и техники (2001).